# Черноопашата лесбия
Черноопашатата лесбия (Lesbia victoriae) е вид птица от семейство Колиброви (Trochilidae).

## Разпространение
Видът е разпространен в Еквадор, Колумбия и Перу.